# Cláudio Manuel da Costa
Cláudio Manuel da Costa (Vargem do Itacolomi, 4 giugno 1729 – Vila Rica, 4 luglio 1789) è stato un poeta e musicista brasiliano, considerato il precursore del Neoclassicismo in Brasile.
Scrisse sotto lo pseudonimo di Glauceste Satúrnio e la sua opera più famosa è il poema epico Vila Rica, che narra le vicende dell'omonima città brasiliana, oggi chiamata Ouro Preto.
È stato il possessore dell'ottavo seggio dell'Accademia brasiliana delle lettere.

## Biografia
Cláudio Manuel da Costa nasce nella città di Vargem do Itacolomi (oggi Mariana) il 4 giugno 1729 dal portoghese João Gonçalves da Costa e dalla brasiliana Teresa Ribeiro de Alvarenga. Nel 1749 si trasferisce a Lisbona dove si laurea in Diritto canonico all'Università di Coimbra e dove compone la maggior parte delle sue poesie. Tornato in Brasile nel 1754, nella città di Vila Rica, diventa avvocato e orefice.
È stato segretario del Minas Gerais dal 1762 al 1765, e giudice dei territori dal 1769 al 1773. Nel 1768 a Vila Rica fonda un'accademia letteraria neoclassica chiamata Colônia Ultramarina. Qui scrive molte poesie e dirige la commedia teatrale O Parnaso Obsequioso.
Tra gli anni 1770 e 1780, diventa amico di Tomás António Gonzaga, il quale esercita una grande influenza nell'opera del brasiliano. Secondo degli studi effettuati a metà '900, la prefazione delle Cartas Chilenas di Gonzaga è opera proprio di da Costa.
Insieme a Gonzaga e ad altri, da Costa è uno dei partecipanti del fallito tentativo di cospirazione indipendentista (noto come Inconfidência Mineira) del 1789. Arrestato, viene ucciso in carcere il 4 luglio 1789.

## Opere
- Munúsculo Métrico (1751)
- Epicédio em Memória de Frei Gaspar da Encarnação (1753)
- Labirinto de Amor (1753)
- Obras Poéticas de Glauceste Satúrnio (1768 - ripubblicate nel 1903)
- Vila Rica (1773 - pubblicato nel 1839)

## Nella cultura di massa
Da Costa è stato interpretato da Emiliano Queiroz nel film Tiradentes del 1999, da Fernando Torres in Os Inconfidentes del 1972 e nella telenovela Dez Vidas del 1969 e da Carlos Vereza nel film del 2003 Aleijadinho: Paixão, Glória e Suplício.